# Siegfried II. von Wolfsölden
Siegfried II. von Wolfsölden war Bischof von Speyer von 1127 bis 1146.

## Herkunft
Siegfried II. von Wolfsölden war der Sohn des Grafen Sigehard von Wolfsölden und Uta, eine geborene von Calw und Tochter von Graf Adalbert II. Nach der Arbeit von Christian Burkhardt sind die Grafen von Wolfsölden aus den Hessonen, den Grafen des Sülchgaus, hervorgegangen und der Bruder Siegfrieds II., Graf Gerhard I. von Schauenberg ist Stammvater der Grafen von Schauenberg. Ein weiterer Bruder ist Gottfried von Wolfsölden.

## Leben
Im Streit um die Krone unterstützte Siegfried II. den Welfen Lothar III., die stauferfreundliche Stadt Speyer hielt sich an den Gegenkönig Konrad III. und verjagte den Bischof zunächst aus der Stadt. In der Belagerung der befestigten Stadt durch Lothar III. und den Mainzer Erzbischof Adalbert I. von Saarbrücken musste sich das ausgehungerte Speyer schließlich beugen. Nach dem Tode Lothars III. setzten die Staufer sich durch.